# Gora Ledjanoj Bugor
Gora Ledjanoj Bugor (englische Transkription von russisch Гора Ледяной Бугор Gora Ledjanoi Bugor, deutsch ‚Eishügel‘) ist ein Nunatak im ostantarktischen Mac-Robertson-Land. Auf dem Mawson Escarpment ragt er unmittelbar südlich des Cruise-Nunataks auf.
Russische Wissenschaftler benannten ihn deskriptiv.